# مونتانیسم
مونتانیسم (انگلیسی: Montanism) یک جنبش اولیه مسیحیت در تاریخ مسیحیت در اواخر قرن دوم یا مسیحیت در دوره قبل از نیقیه بود، که بعداً با نام مؤسس آن، مونتانوس به آن اشاره شد.